# Иоланда Французская
Иоланда Французская или Иоланда Валуа (23 сентября 1434, Тур — 23 августа 1478, Шамбери) — дочь Карла VII, короля Франции, и его жены Марии Анжуйской.

## Жизнь
Иоланда была названа в честь своей бабушки, Иоланды Арагонской.
В 1452 году Иоланда вышла замуж за Амадея IX Савойского. В 1465 году её муж стал герцогом Савойи, а Иоланда стала герцогиней-консортом. Эпилепсия и отставка мужа оставили Иоланду одну противостоять савойским баронам.
Когда в марте 1472 года Амадей умер, Иоланда стала регентом своего маленького сына Филиберта и правила Савойей от его имени до собственной смерти в 1478 году. Как и её брат Карл, она была союзником герцога Бургундии Карла против своего собственного брата, короля Франции Людовика XI. После поражения Бургундии в битве при Грансоне в 1476 году герцог обвинил её в союзе с Людовиком и заключил в тюрьму. После освобождения она помирилась со своим братом и оставалась с ним в хороших отношениях до самой своей смерти.

## Дети
У Иоланды и Амадея было десять детей:
1. Людовик (1453)
2. Анна (1455—1480), в 1478 вышла замуж за Федериго, короля Неаполя (1452—1504)
3. Карл (1456—1471), князь Пьемонта
4. Луиза (1462—1503), замужем с 1479 года
5. Мария (? — 1511), с 1476 года замужем за Филиппом Хахберг-Заузенбергским (1454—1503); во втором браке — за Жаком д’Асси
6. Филиберт I (1465—1482), герцог Савойский, князь Пьемонта
7. Бернард (1467)
8. Карл I (1468—1490), герцог Савойский, князь Пьемонта
9. Жак-Луи (1470—1485)
10. Жан-Клод Галеаццо (1472)